# سیارک ۲۰۲۶
سیارک ۲۰۲۶ (به انگلیسی: 2026 Cottrell، نامگذاری:1955FF) دو هزار و بیست و ششمین سیارک کشف شده‌است که در ۳۰ مارس ۱۹۵۵ کشف شد.
قدر مطلق سیارک برابر ۱۲٫۸۰ است.